# Otto Hofner
Otto Hofner (* 14. August 1915 in München; † 30. November 2006 in Köln) war ein deutscher Sänger, Schauspieler und Unternehmer.

## Karriere
Otto Hofner wuchs in Schwabing auf und besuchte in München die Handelsschule. Anschließend durchlief er eine dreijährige Musik- und Gesangsausbildung bei Kammersänger Wilhelm Staufen. Es folgten Engagements als Sänger an der Hamburgischen Volksoper, am Grenzlandtheater Tilsit, am Stadttheater Elbing und am Mellini-KDF Theater in Hannover. 1940 wurde er zum Militärdienst eingezogen und diente in der Nachrichtenabteilung. Der junge Otto Hofner erlebte den Krieg als Soldat in Frankreich, Polen und Russland, geriet in russische und nach dem Kriegsende in amerikanische Gefangenschaft. Nach dem Krieg kehrte er zum Theater zurück und spielte an verschiedenen Orten. Zuletzt sang er in Frankfurt den Grafen Danilo in der „Lustigen Witwe“ mit der damals populären Sängerin Heidi von Nießen.
In Frankfurt lernte er den Revue-Regisseur Fritz Fischer kennen, der ihn 1950 für seine Produktion „Csardas-Fürstin“ als Sänger und persönlichen Stellvertreter verpflichtete. Da Fischer aus politischen Gründen zurücktreten musste, übernahm Otto Hofner die Leitung und Produktion für anderthalb Jahre, bevor er ein Angebot als Theater- und Konzertdirektor annahm. Nach 1952 arrangierte er selbstständig Tourneen mit zahlreichen prominenten Künstlern, wie z. B. Marika Rökk, Johannes Heesters, Zarah Leander und dem Don Kosaken Chor Serge Jaroff. Hofner verantwortete zudem als Veranstalter im Kölner Millowitsch-Theater unzählige Produktionen mit Top-Stars der Gilde, wie Curd Jürgens, Trude Herr, Harald Juhnke, Heinz Erhardt, Heidi Kabel, Lotti Krekel, Willy Millowitsch, Karl Dall u. v. m. Zudem war er Ideengeber für überaus erfolgreiche Produktionen, wie 10 Kanonen vom Funk, Schlagerexpress Wien-Berlin und der Film- und Funk Starparade.
Über ein Jahrzehnt leitete er als Präsident den Internationalen Varieté, Theater- und Circus Direktoren Verband (heute IFSU, Internationaler Fachverband Show- und Unterhaltungskunst e.V.), dessen Ehrenpräsident er bis zu seinem Tode war. Otto Hofner erfand 1965 die größte Karnevalsveranstaltung Deutschlands: „Die Lachende Kölner Sporthalle“. Auch in anderen Städten ist diese erfolgreiche Veranstaltung durchgeführt worden, so in Dortmund, Bremen, Münster, Duisburg, Bochum, Wuppertal, Essen. Aktuell gibt es neben Köln drei weitere Orte: Düsseldorf, Krefeld und Bonn.
1999 wurde dann die Veranstaltung in die neue Kölnarena verlegt, wo sie sich unter dem Titel „Die Lachende Kölnarena“ und unter der Leitung von Eberhard Bauer-Hofner zur größten Karnevals-Veranstaltung Deutschlands entwickelte. Aufgrund der Beliebtheit und der sehr großen Karten-Nachfrage findet nunmehr alljährlich an 11 aufeinanderfolgenden Tagen Die „Lachende Kölnarena®“ statt. Bis zu seinem Ableben war Otto Hofner in seinem Unternehmen, der Theater-, Konzert- und Gastspieldirektion Otto Hofner, tätig. Er starb 2006 im Alter von 91 Jahren. Seine Grabstätte liegt auf dem Kölner Melaten-Friedhof.
1972 trat Eberhard Bauer-Hofner als Mitarbeiter der Theater-, Konzert- und Gastspieldirektion bei und fand in Otto Hofner einen der besten Lehrmeister der Konzert- und Theaterbranche. Im Laufe der Jahre wurde Eberhard Bauer-Hofner als seine rechte Hand zum Geschäftsführer bestellt und führt nunmehr seit 1996 die Otto Hofner GmbH in seinem Sinne erfolgreich weiter.

## Auszeichnungen
- 1976 – Bundesverdienstkreuz am Bande für sein außerordentliches Engagement im künstlerischen Bereich und in der Verbandstätigkeit
- 1994 – Goldenes Verbandsabzeichen des Internationalen Fachverbands Show- und Unterhaltungskunst e.V.
- 2005 – Verdienstorden der Freunde und Förderer des Kölnischen Brauchtums, überreicht durch Kölns damaligen Oberbürgermeister Fritz Schramma
- Ehrenpräsident des Internationalen Fachverbands Show- und Unterhaltungskunst e.V.